# سوسي بودجياستوتي
سوسي بادجياستوتي (مواليد 15 كانون الثاني\يناير 1965) هي رائدة أعمال إندونيسية. وهي وزيرة الشؤون البحرية ومصائد الأسماك في إندونيسيا في حكومة الرئيس جوكو ويدودو 2014-2019. وهي أيضاً مالكة شركة PT ASI Pudjiastuti للمنتجات البحرية، لتصدير المأكولات البحرية، وشركة PT ASI Pudjiastuti للطيران والتي تشغّل خطوط سوسي الجوية للطيران.

## النشأة والتعليم والعائلة
ولدت سوسي بودجياستوتي في 15 كانون الثاني (يناير) 1965، في بانغانداران في جاوة الغربية، وهي ابنة الحاج أحمد كارلان والحاجة سووا لاسمينا. وهي جاويّة لكن عائلتها مستوطنة في بانغانداران منذ خمسة أجيال. تعمل شركات العائلة في المقام الأول في قطاعات العقارات والماشية والتجارة.
لم تكمل باندياستوتي دراستها الجامعية بعد تعليمها الثانوي وذلك بسبب طردها لنشاطها السياسي ومشاركتها في الاقتراع الغيابي في حركة الاحتجاج ضد حكم غولكار وهذه الحركة كانت محظورة في ظل حكم الرئيس سوهارتو سوسي هي أول وزير في إندونيسيا لم يكمل التعليم الثانوي.
سوسي لها 3 أبناء، بانجي هيلمانسيا، نادين قيصر، ألفي خافيير. توفي أول أبناؤها بانجي هيلمانسيا عن عمر 31 في كانون الثاني (يناير) 2016 في فلوريدا بسبب قصور القلب.

## تعيينها في وزارة الشؤون البحرية ومصائد الأسماك
في 26 تشرين الأول (أكتوبر) 2014، عيّن الرئيس جوكو ويدودو سوسي وزيرةً لوزارة الشؤون البحرية ومصائد الأسماك ضمن حكومة العمل 2014-2019. قبل قبولها المنصب الوزاري، تخلّت سوسي عن منصبها كمدير رئيس لشركة PT ASI Pudjiastuti للمنتجات البحرية والطيران.
في 16 أيلول (سبتمبر) 2016، كرّمها الصندوق العالمي للطبيعة بمنحها جائزة الكوكب الحي. وهو اعتراف بجهودها كوزيرة للشؤون البحرية ومصائد الأسماك في إندونيسيا وعملها في الحفاظ على النظام البيئي البحري وحملتها ضد الصيد غير المشروع في المياه الإندونيسيّة.

## روابط خارجية
- سوسي بودجياستوتي على موقع IMDb (الإنجليزية)